# Pseudamia nigra
Pseudamia nigra är en fiskart som beskrevs av Allen 1992. Pseudamia nigra ingår i släktet Pseudamia och familjen Apogonidae. Inga underarter finns listade i Catalogue of Life.